# Let’s Dance/Staffel 14
Die 14. Staffel der Live-Tanzshow Let’s Dance begann am 26. Februar 2021 mit der Kennenlernshow, die die Tanzpaare zusammenführt, und startete am 5. März in den Wettbewerb. Das Siegerpaar wurde schließlich am Finalabend des 28. Mai gekürt.

## Die Show

### Rahmen
Mit der Vorstellung der prominenten Kandidaten am 16. Januar und der Bekanntgabe der Profitänzer am 11. Februar, unter denen sich vier Debütanten befinden, wurde die nächste Tanzrunde durch den Sender eröffnet. Wie schon in Staffel 12 nahm erneut ein gleichgeschlechtliches Tanzpaar am Turnier teil, wobei „Prince Charming“ Nicolas Puschmann und Tanzprofi Vadim Garbuzov in ihren Choreografien immer wieder zwischen führender und folgender Position wechselten, während Kerstin Ott ihrerzeit den männlichen Tanzpart übernahm. Garbuzov tanzte bereits 2011 in der sechsten Staffel von Dancing Stars, der österreichischen Variante der Sendung, mit einem Mann, was damals eine Premiere innerhalb des Formats darstellte. Nach dem gemeinsamen Sieg mit Christina Luft in der Profi-Challenge 2020 und einer glücklichen Losentscheidung durch Lili Paul-Roncalli durfte Christian Polanc seine Tanzpartnerin selbst wählen und entschied sich in der Kennenlernshow für Moderatorin Lola Weippert. Ausgestrahlt wurden die einzelnen Ausgaben erstmals im Ultra-HD-Format. Außerdem fanden die Originalversionen einiger Musiktitel nicht mehr allein für die Eröffnungsshows und Teamdarbietungen Verwendung, sondern begleiteten nun auch vermehrt Paarauftritte in den Ausscheidungsrunden.
Aufgrund der anhaltenden COVID-19-Pandemie blieben die im Vorjahr getroffenen Maßnahmen zum Schutz vor Infektionen weiterhin für alle Beteiligten bestehen. Regelmäßige sowie bereits im Vorfeld durchgeführte Tests ermöglichten den Tanzpaaren wieder etwas mehr Nähe untereinander, was besonders Gruppenaufgaben erleichterte. Dennoch galt generell das Abstandsgebot sowie die größtmöglichen Kontaktbeschränkungen im privaten Umfeld. Ab der siebten Show am 23. April konnten die Entscheidungen nach Jurypunkten und Zuschauervoting in kleinerer Runde wieder auf der Tribüne verkündet werden. Als die Promis am 7. Mai ihren prägendsten Lebensmoment vertanzten, waren – genau wie drei Wochen später im Finale – zudem wieder Familienangehörige als Publikum zu Gast. Auch die zuletzt ausgefallenen Trio-Dances durften abermals einstudiert und präsentiert werden. Bei der Profi-Challenge am 4. Juni konnten aufgrund der rückläufigen Inzidenzwerte und ansteigenden Impfungen schließlich 170 Gäste mit entsprechendem Test- oder Schutznachweis sowie einer Mund-Nasen-Bedeckung zugelassen werden.

### Ablauf
Premiere feierte am 19. März eine neue Mottoshow, in der die Prominenten zu einem Song tanzten, der in ihrem Geburtsjahr zum Hit wurde. Für Jan Hofer, der sein tatsächliches Alter von jeher der Öffentlichkeit gegenüber nicht preisgibt, wurde der Titel eines möglichen Jahrgangs ausgewählt. Das zum sechsten Mal ausgetragene „Boys vs. Girls“-Special wurde dahingehend modifiziert, dass beide Teams im Wechsel zur gleichen Musik dieselben Tänze präsentieren, dabei aber weiterhin ihre eigene Choreografie entwickeln. Der tänzerische Wettstreit zwischen Männer und Frauen in Art eines „Street Battles“, das innerhalb von etwa vier Minuten ausgetragen wird, soll die Gruppenleistungen durch ihre Ähnlichkeit vergleichbarer machen. Das Team der Frauen, das Soli der Prominenten in ihre Performance einbaute, durfte nach Staffel 11 den zweiten Sieg für sich verbuchen.
Beibehalten wurde dagegen das Konzept um die von den Juroren konzipierten Teamtänze, da sich die Wertungsrichter weiterhin von den Tanzpaaren separieren müssen. Motsi Mabuse studierte an der Seite ihres Mannes Evgenij Voznyuk mit ihrer Formation Choreografien zu dem Stück Faith von Stevie Wonder feat. Ariana Grande sowie zu einem als Leitmotiv dienenden Ausschnitt aus El tango de Roxanne ein, das durch den Film Moulin Rouge bekannt ist und schließlich von Jan Hofer und Auma Obama auf die Tanzfläche gebracht wurden. Ilse DeLange, die eigentlich auch zu dieser Einheit zählte, letztlich aber aussetzen musste, wurde durch eine abschließenden Gesangseinlage wieder involviert. Jorge González wählte für Rúrik Gíslason und Simon Zachenhuber das Thema „Cuban Nights“ und trat – genauso wie Mabuse – in kurzen Teilen gemeinsam mit seiner Auswahl auf. Joachim Llambi holte sich für das Training erneut Roberto Albanese zur Seite und fieberte wieder vom Parkettrand aus mit seiner Truppe – nicht zuletzt deshalb, da diese mit Valentina Pahde, Nicolas Puschmann und Lola Weippert samt Tanzpartnern bereits aus drei Paaren bestand. Die Zuteilung auf die einzelnen Gruppen erfolgte diesmal zufällig.
Nachdem Ballermann-Größe Mickie Krause indirekt schon etliche Titel zum Discofox-Marathon zurückliegender Staffeln beisteuerte, jedoch zwei Wochen zu früh ausschied, um selbst daran teilnehmen zu können, präsentierte er als Gast sieben Hits seines Repertoires live im Studio, weshalb die Songauswahl diesmal nicht in den Händen der Zuschauer lag. Am selben Abend gab es einen Auftritt von Tänzern des Grün-Gold-Clubs Bremen, dem zehnfachen Weltmeister in der Lateinformation. Deren Training hierfür unter Roberto Albanese wurde als Wochenserie im RTL-Magazin Punkt 12 gezeigt. Eine weitere Gruppe trat mit den No Angels im Finale auf, die ein Medley ihrer Songs präsentierten. Im Anschluss folgten die ausgeschiedenen Teilnehmer mit einem verkürzten „Best of“-Tanz in der Reihenfolge ihres Ausscheidens.

### Ausfälle
Ilse DeLange verletzte sich am 23. April während der Generalprobe zur siebten Show am rechten Fuß und musste daher eine Runde pausieren. Zwar stellte sich heraus, dass keine Fraktur vorlag, die Schmerzen jedoch aus einer Stressreaktion resultierten und auch in der Folgewoche noch keine starke Belastung durch Gewichtsverlagerung zuließen. Angesichts gleich zweier bevorstehender Tänze entschied sich DeLange letztlich dafür, die Show vorzeitig zu verlassen. Auch im Finale konnte DeLange nicht noch einmal auftreten, weil sie sich zu diesem Zeitpunkt in Quarantäne befand. Da auch Pasha Zvychaynyy aufgrund der pandemiebedingten Reisesituation seine Teilnahme absagen musste, präsentierte Kim Riekenberg ihren Lieblingstanz zusammen mit Evgeny Vinokurov.

### Sonderprogramm
Passend zum 15-jährigen Jubiläum der Show im deutschen Fernsehen lief an Karfreitag mit Let’s Dance – Das große Tanz-Alphabet ein Rückblick auf die besten Darbietungen eines jeden Tanzstils sowie der herausfordernden Sonderaufgaben, die im Rahmen einer Staffel zusätzlich stattfinden. Im Mittelpunkt stand dabei jeweils eine Vorstellung, die der Jury in besonderer Erinnerung geblieben ist und noch einmal umfassend gezeigt wurde. Doch auch andere herausragende Leistungen kamen in Einspielern durch die Kommentatoren zur Sprache. Während die Profis einige Tricks ihrer Trainingseinheiten und entscheidende Elemente einer perfekten Choreografie verrieten, blickten ehemalige Promi-Teilnehmer wie Moritz Hans, Lili Paul-Roncalli, Luca Hänni und Pascal Hens auf ihre eigene Tanzreise zurück und würdigten die Erfolge ihrer Kollegen. Außerdem erhielten die Zuschauer einen Vorgeschmack auf den neuen Ableger Let’s Dance – Kids, der ab 9. April über das Streamingportal RTL+ und ab 16. Mai auf RTL zu sehen war.

## Kandidaten
| Platz | Kandidat          | Profitänzer         |
| ----- | ----------------- | ------------------- |
| 01    | Rúrik Gíslason    | Renata Lusin        |
| 02    | Valentina Pahde   | Valentin Lusin      |
| 03    | Nicolas Puschmann | Vadim Garbuzov      |
| 04    | Simon Zachenhuber | Patricija Belousova |
| 05    | Auma Obama        | Andrzej Cibis       |
| 06    | Lola Weippert     | Christian Polanc    |
| 07    | Ilse DeLange      | Evgeny Vinokurov    |
| 08    | Jan Hofer         | Christina Luft      |
| 09    | Mickie Krause     | Malika Dzumaev      |
| 10    | Erol Sander       | Marta Arndt         |
| 11    | Kai Ebel          | Kathrin Menzinger   |
| 12    | Senna Gammour     | Robert Beitsch      |
| 13    | Kim Riekenberg    | Pasha Zvychaynyy    |
| 14    | Vanessa Neigert   | Alexandru Ionel     |

## Tänze
| Show                            | Datum            | Tänze in der Show |
| ------------------------------- | ---------------- | --- |
| Kennenlernshow                  | 26. Februar 2021 | Cha-Cha-Cha, Tango, Salsa, Quickstepp oder Wiener Walzer |
| 1. Show                         | 5. März 2021     | Quickstepp, Langsamer Walzer, Cha-Cha-Cha, Salsa, Wiener Walzer oder Tango |
| 2. Show                         | 12. März 2021    | Cha-Cha-Cha, Salsa, Tango, Jive, Rumba, Quickstepp oder Wiener Walzer |
| 3. Show – „Born in…“-Special    | 19. März 2021    | Jive, Wiener Walzer, Paso Doble, Slowfox, Contemporary Dance, Tango, Rumba oder Cha-Cha-Cha |
| 4. Show                         | 26. März 2021    | Cha-Cha-Cha, Rumba, Charleston, Wiener Walzer, Tango, Slowfox, Paso Doble, Samba, Salsa oder Contemporary Dance, sowie ein „Boys vs. Girls“-Special                                                 |
| 5. Show – Sommerparty-Special   | 9. April 2021    | Salsa, Slowfox, Charleston, Tango, Rumba, Jive, Samba oder Quickstepp |
| 6. Show                         | 16. April 2021   | Quickstepp, Charleston, Slowfox, Jive, Cha-Cha-Cha, Rumba oder Langsamer Walzer |
| 7. Show – Love-Week-Special     | 23. April 2021   | Samba, Salsa, Wiener Walzer, Rumba, Langsamer Walzer oder Cha-Cha-Cha, sowie ein gruppenweise bewerteter Jury-Teamtanz                                                                              |
| 8. Show                         | 30. April 2021   | Quickstepp, Charleston, Paso Doble, Contemporary Dance, Rumba oder Samba, sowie ein Discofox-Marathon aller sieben Paare                                                                            |
| 9. Show – Magic-Moments-Special | 7. Mai 2021      | Freestyle-Programme zu einem Magic Moment, sowie Tanzduelle (Bollywood, Streetdance oder Flamenco)                                                                                                  |
| 10. Show                        | 14. Mai 2021     | Einer der noch nicht gezeigten Tänze (Quickstepp, Samba, Paso Doble, Salsa oder Contemporary Dance), sowie Trio-Dances (Tango, Slowfox, Charleston, Samba oder Rumba)                               |
| 11. Show – Halbfinale           | 21. Mai 2021     | Zwei der noch nicht gezeigten Tänze (Jive, Tango, Cha-Cha-Cha, Charleston, Quickstepp, Paso Doble oder Contemporary Dance), sowie improvisierte Tänze (Salsa, Langsamer Walzer, Rumba oder Slowfox) |
| 12. Show – Finale               | 28. Mai 2021     | Jurytanz, Lieblingstanz sowie ein Freestyle |
| Profi-Challenge                 | 4. Juni 2021     | Freestyle-Programme |

## Ergebnisse
| Paar                                    | Platz | Letzter Tanz                    | Auf- takt | 1  | 2  | 3  | 4 1  | 5  | 6  | 7 2   | 8 4   | 9          | 10       | 11          | 12          | ø je Tanz |
| --------------------------------------- | ----- | ------------------------------- | --------- | -- | -- | -- | ---- | -- | -- | ----- | ----- | ---------- | -------- | ----------- | ----------- | --------- |
| Rúrik Gíslason & Renata Lusin           | 1     | Tango, Jive, Freestyle          | 18        | 24 | 27 | 30 | 26+6 | 29 | 22 | 30+16 | 26+8  | 53 27+26   | 55 30+25 | 82 30+30+22 | 89 29+30+30 | 26,89     |
| Valentina Pahde & Valentin Lusin        | 2     | Rumba, Wiener Walzer, Freestyle | 21        | 23 | 30 | 22 | 27+9 | 30 | 27 | 30+16 | 27+6  | 57 30+27   | 56 30+26 | 80 25+29+26 | 90 30+30+30 | 27,37     |
| Nicolas Puschmann & Vadim Garbuzov      | 3     | Tango, Charleston, Freestyle    | 16        | 18 | 21 | 28 | 30+6 | 29 | 30 | 23+16 | 27+4  | 54 5 29+25 | 55 28+27 | 76 25+24+27 | 85 27+30+28 | 25,89     |
| Simon Zachenhuber & Patricija Belousova | 4     | Tango, Quickstepp, Salsa        | 16        | 19 | 15 | 19 | 23+6 | 20 | 19 | 18+16 | 22+2  | 47 22+25   | 36 16+20 | 68 25+22+21 |             | 20,13     |
| Auma Obama & Andrzej Cibis              | 5     | Quickstepp, Tango               | 11        | 12 | 23 | 17 | 19+9 | 16 | 22 | 18+15 | 19+3  | 50 21+29   | 42 19+23 |             |             | 19,15     |
| Lola Weippert & Christian Polanc        | 6     | Freestyle, Bollywood            | 12        | 19 | 21 | 21 | 23+9 | 22 | 22 | 19+16 | 27+10 | 45 19+26   |          |             |             | 21,00     |
| Ilse DeLange & Evgeny Vinokurov         | 7     | Contemporary, Discofox          | 14        | 18 | 17 | 20 | 26+9 | 25 | 23 | – 3   | 24+1  | –          |          |             |             | 20,88     |
| Jan Hofer & Christina Luft              | 8     | Langsamer Walzer                | 10        | 10 | 10 | 12 | 10+6 | 12 | 8  | 12+15 |       |            |          |             |             | 10,50     |
| Mickie Krause & Malika Dzumaev          | 9     | Charleston                      | 9         | 7  | 11 | 13 | 11+6 | 16 | 16 |       |       |            |          |             |             | 11,86     |
| Erol Sander & Marta Arndt               | 10    | Samba                           | 12        | 18 | 12 | 17 | 14+6 | 13 |    |       |       |            |          |             |             | 14,33     |
| Kai Ebel & Kathrin Menzinger            | 11    | Slowfox                         | 9         | 10 | 13 | 13 | 10+6 |    |    |       |       |            |          |             |             | 11,00     |
| Senna Gammour & Robert Beitsch          | 12    | Slowfox                         | 11        | 14 | 12 | 16 |      |    |    |       |       |            |          |             |             | 13,25     |
| Kim Riekenberg & Pasha Zvychaynyy       | 13    | Cha-Cha-Cha                     | 10        | 23 | 10 |    |      |    |    |       |       |            |          |             |             | 14,33     |
| Vanessa Neigert & Alexandru Ionel       | 14    | Salsa                           | 12        | 9  |    |    |      |    |    |       |       |            |          |             |             | 10,50     |

Grüne Zahlen: höchste erreichte Jury-Punktzahl der Show
Rote Zahlen: niedrigste erreichte Jury-Punktzahl der Show
Nach Jury- und Zuschauervoting Letztplatzierte
Durch Direktticket vor Ausscheiden geschützt
Weitergekommen ohne Präsentation eines Tanzes
Freiwillige/verletzungsbedingte Aufgabe
* Punkte in Normalgröße: Wertungen in Standardtänzen oder vergleichbaren Tänzen (bilden Durchschnittswert)
* Punkte in Kleinschrift in oberer Zeile: Wertungen für Sondertänze
* Punkte in Kleinschrift in unterer Zeile: Zusammensetzung der Gesamtwertung bei zwei oder mehr Standardtänzen
1 Das Endergebnis setzt sich aus der Wertung für einen Paartanz und der Teamleistung im Battle zusammen.
2 Das Endergebnis setzt sich aus den Wertungen für einen Paartanz und für den Jury-Teamtanz zusammen.
3 Ilse DeLange trat verletzungsbedingt am 23. April nicht an.
4 Das Endergebnis setzt sich aus der Wertung für einen Paartanz und zusätzlichen 1–10 Punkten für den Discofox-Marathon zusammen.
5 Nicolas Puschmann rückte für die am 3. Mai zurückgetretene Ilse DeLange nach.

## Einzelne Tanzwochen
| Promi             | Profitänzer                                     | Tanz          | Musik                                                  | Jurypunkte | Jurypunkte | Jurypunkte | Gesamt |
| Promi             | Profitänzer                                     | Tanz          | Musik                                                  | González   | Mabuse     | Llambi     | Gesamt |
| ----------------- | ----------------------------------------------- | ------------- | ------------------------------------------------------ | ---------- | ---------- | ---------- | ------ |
| Ilse DeLange      | Evgeny Vinokurov Andrzej Cibis Malika Dzumaev   | Cha-Cha-Cha   | Kygo & Donna Summer – Hot Stuff                        | 5          | 5          | 4          | 14     |
| Valentina Pahde   | Evgeny Vinokurov Andrzej Cibis Malika Dzumaev   | Cha-Cha-Cha   | Kygo & Donna Summer – Hot Stuff                        | 7          | 7          | 7          | 21     |
| Rúrik Gíslason    | Evgeny Vinokurov Andrzej Cibis Malika Dzumaev   | Cha-Cha-Cha   | Kygo & Donna Summer – Hot Stuff                        | 6          | 6          | 6          | 18     |
| Kai Ebel          | Kathrin Menzinger Christian Polanc Marta Arndt  | Tango         | The Pussycat Dolls – Perhaps, Perhaps, Perhaps (Cover) | 4          | 4          | 1          | 9      |
| Auma Obama        | Kathrin Menzinger Christian Polanc Marta Arndt  | Tango         | The Pussycat Dolls – Perhaps, Perhaps, Perhaps (Cover) | 4          | 5          | 2          | 11     |
| Simon Zachenhuber | Kathrin Menzinger Christian Polanc Marta Arndt  | Tango         | The Pussycat Dolls – Perhaps, Perhaps, Perhaps (Cover) | 6          | 6          | 4          | 16     |
| Kim Riekenberg    | Valentin Lusin Alexandru Ionel Pasha Zvychaynyy | Salsa         | Shakira feat. Maluma – Chantaje                        | 4          | 4          | 2          | 10     |
| Lola Weippert     | Valentin Lusin Alexandru Ionel Pasha Zvychaynyy | Salsa         | Shakira feat. Maluma – Chantaje                        | 4          | 4          | 4          | 12     |
| Senna Gammour     | Valentin Lusin Alexandru Ionel Pasha Zvychaynyy | Salsa         | Shakira feat. Maluma – Chantaje                        | 4          | 4          | 3          | 11     |
| Vanessa Neigert   | Robert Beitsch Vadim Garbuzov                   | Quickstepp    | Gitte – Ich will ’nen Cowboy als Mann                  | 5          | 5          | 2          | 12     |
| Nicolas Puschmann | Robert Beitsch Vadim Garbuzov                   | Quickstepp    | Gitte – Ich will ’nen Cowboy als Mann                  | 6          | 6          | 4          | 16     |
| Erol Sander       | Patricija Belousova Renata Lusin Christina Luft | Wiener Walzer | Frank Sinatra – That’s Life                            | 5          | 5          | 2          | 12     |
| Mickie Krause     | Patricija Belousova Renata Lusin Christina Luft | Wiener Walzer | Frank Sinatra – That’s Life                            | 4          | 4          | 1          | 9      |
| Jan Hofer         | Patricija Belousova Renata Lusin Christina Luft | Wiener Walzer | Frank Sinatra – That’s Life                            | 4          | 4          | 2          | 10     |

| Tanzpaar                                | Tanz             | Musik                                                     | Jurypunkte | Jurypunkte | Jurypunkte | Gesamt |
| Tanzpaar                                | Tanz             | Musik                                                     | González   | Mabuse     | Llambi     | Gesamt |
| --------------------------------------- | ---------------- | --------------------------------------------------------- | ---------- | ---------- | ---------- | ------ |
| Lola Weippert & Christian Polanc        | Quickstepp       | Rocky Sharpe and the Replays – Rama Lama Ding Dong        | 7          | 7          | 5          | 19     |
| Auma Obama & Andrzej Cibis              | Langsamer Walzer | Aretha Franklin – (You Make Me Feel Like) A Natural Woman | 5          | 5          | 2          | 12     |
| Mickie Krause & Malika Dzumaev          | Cha-Cha-Cha      | LMFAO feat. Lauren Bennett & GoonRock – Party Rock Anthem | 3          | 3          | 1          | 7      |
| Vanessa Neigert & Alexandru Ionel       | Salsa            | Gloria Estefan – Tres deseos                              | 4          | 4          | 1          | 9      |
| Ilse DeLange & Evgeny Vinokurov         | Wiener Walzer    | Adele – One and Only                                      | 7          | 6          | 5          | 18     |
| Senna Gammour & Robert Beitsch          | Tango            | The Black Eyed Peas – Shut Up                             | 6          | 5          | 3          | 14     |
| Nicolas Puschmann & Vadim Garbuzov      | Cha-Cha-Cha      | Klaas & The Weather Girls – It’s Raining Men (Remix)      | 6          | 6          | 6          | 18     |
| Jan Hofer & Christina Luft              | Cha-Cha-Cha      | Elton John & Kiki Dee – Don’t Go Breaking My Heart        | 4          | 4          | 2          | 10     |
| Kim Riekenberg & Pasha Zvychaynyy       | Langsamer Walzer | Des’ree – I’m Kissing You                                 | 8          | 8          | 7          | 23     |
| Valentina Pahde & Valentin Lusin        | Tango            | Louis Armstrong – Kiss of Fire                            | 8          | 8          | 7          | 23     |
| Kai Ebel & Kathrin Menzinger            | Quickstepp       | Henry Valentino & Uschi – Im Wagen vor mir                | 4          | 4          | 2          | 10     |
| Simon Zachenhuber & Patricija Belousova | Wiener Walzer    | Teesy – Keine Rosen                                       | 8          | 7          | 4          | 19     |
| Erol Sander & Marta Arndt               | Tango            | Antonio Vivaldi – L’inverno (Allegro non molto)           | 7          | 6          | 5          | 18     |
| Rúrik Gíslason & Renata Lusin           | Salsa            | Marc Anthony – Vivir mi vida                              | 8          | 8          | 8          | 24     |

| Tanzpaar                                | Tanz          | Musik                                                                         | Jurypunkte | Jurypunkte | Jurypunkte | Gesamt |
| Tanzpaar                                | Tanz          | Musik                                                                         | González   | Mabuse     | Llambi     | Gesamt |
| --------------------------------------- | ------------- | ----------------------------------------------------------------------------- | ---------- | ---------- | ---------- | ------ |
| Simon Zachenhuber & Patricija Belousova | Cha-Cha-Cha   | Jason Derulo – Take You Dancing                                               | 5          | 6          | 4          | 15     |
| Auma Obama & Andrzej Cibis              | Salsa         | Celia & Johnny – Quimbara                                                     | 8          | 8          | 7          | 23     |
| Nicolas Puschmann & Vadim Garbuzov      | Tango         | Topic feat. A7S – Breaking Me                                                 | 8          | 7          | 6          | 21     |
| Senna Gammour & Robert Beitsch          | Jive          | Cro – Einmal um die Welt                                                      | 5          | 5          | 2          | 12     |
| Ilse DeLange & Evgeny Vinokurov         | Rumba         | Eva Cassidy – Time After Time (Cover)                                         | 6          | 6          | 5          | 17     |
| Erol Sander & Marta Arndt               | Cha-Cha-Cha   | Barry White – You’re the First, the Last, My Everything                       | 5          | 5          | 2          | 12     |
| Kai Ebel & Kathrin Menzinger            | Cha-Cha-Cha   | Tom Jones & Mousse T. – Sex Bomb                                              | 5          | 5          | 3          | 13     |
| Lola Weippert & Christian Polanc        | Tango         | Sarah Vaughan – Whatever Lola Wants                                           | 8          | 7          | 6          | 21     |
| Mickie Krause & Malika Dzumaev          | Quickstepp    | The Beatles – Help!                                                           | 4          | 4          | 3          | 11     |
| Jan Hofer & Christina Luft              | Rumba         | Elvis Presley – Always on My Mind                                             | 4          | 4          | 2          | 10     |
| Rúrik Gíslason & Renata Lusin           | Wiener Walzer | Major Lazer feat. Ellie Goulding & Tarrus Riley – Powerful                    | 10         | 9          | 8          | 27     |
| Kim Riekenberg & Pasha Zvychaynyy       | Cha-Cha-Cha   | Ofenbach & Quarterhead feat. Norma Jean Martine – Head Shoulders Knees & Toes | 4          | 4          | 2          | 10     |
| Valentina Pahde & Valentin Lusin        | Quickstepp    | Milow – Whatever It Takes                                                     | 10         | 10         | 10         | 30     |

| Tanzpaar                                | Tanz          | Musik                                                             | Jurypunkte | Jurypunkte | Jurypunkte | Gesamt |
| Tanzpaar                                | Tanz          | Musik                                                             | González   | Mabuse     | Llambi     | Gesamt |
| --------------------------------------- | ------------- | ----------------------------------------------------------------- | ---------- | ---------- | ---------- | ------ |
| Lola Weippert & Christian Polanc        | Jive          | Spice Girls – Wannabe (von 1996)                                  | 7          | 7          | 7          | 21     |
| Erol Sander & Marta Arndt               | Wiener Walzer | The Moody Blues – Nights in White Satin (von 1968)                | 7          | 6          | 4          | 17     |
| Kai Ebel & Kathrin Menzinger            | Paso Doble    | The Kinks – You Really Got Me (von 1964)                          | 5          | 5          | 3          | 13     |
| Nicolas Puschmann & Vadim Garbuzov      | Slowfox       | Metallica – Enter Sandman (von 1991)                              | 10         | 10         | 8          | 28     |
| Auma Obama & Andrzej Cibis              | Slowfox       | The Shirelles – Will You Love Me Tomorrow (von 1960)              | 7          | 6          | 4          | 17     |
| Simon Zachenhuber & Patricija Belousova | Contemporary  | Aerosmith – I Don’t Want to Miss a Thing (von 1998)               | 6          | 7          | 6          | 19     |
| Jan Hofer & Christina Luft              | Tango         | René Carol – Rote Rosen, rote Lippen, roter Wein (von 1952)       | 5          | 5          | 2          | 12     |
| Valentina Pahde & Valentin Lusin        | Rumba         | Luther Vandross & Mariah Carey – Endless Love (von 1994)          | 8          | 7          | 7          | 22     |
| Senna Gammour & Robert Beitsch          | Slowfox       | KIϟϟ – I Was Made for Lovin’ You (von 1979)                       | 6          | 6          | 4          | 16     |
| Ilse DeLange & Evgeny Vinokurov         | Cha-Cha-Cha   | Baccara – Yes Sir, I Can Boogie (von 1977)                        | 7          | 7          | 6          | 20     |
| Mickie Krause & Malika Dzumaev          | Rumba         | Elton John – Your Song (von 1970)                                 | 5          | 5          | 3          | 13     |
| Rúrik Gíslason & Renata Lusin           | Jive          | The Baseballs – Don’t Worry, Be Happy (Cover – Original von 1988) | 10         | 10         | 10         | 30     |

| Tanzpaar                                | Tanz          | Musik | Jurypunkte                   | Jurypunkte                   | Jurypunkte                   | Gesamt                       |
| Tanzpaar                                | Tanz          | Musik | González                     | Mabuse                       | Llambi                       | Gesamt                       |
| --------------------------------------- | ------------- | --- | ---------------------------- | ---------------------------- | ---------------------------- | ---------------------------- |
| Auma Obama & Andrzej Cibis              | Cha-Cha-Cha   | Tina Turner – Disco Inferno | 7                            | 7                            | 5                            | 19                           |
| Erol Sander & Marta Arndt               | Rumba         | Celia Cruz – Te busco | 6                            | 5                            | 3                            | 14                           |
| Ilse DeLange & Evgeny Vinokurov         | Charleston    | Julie Andrews – Baby Face | 9                            | 9                            | 8                            | 26                           |
| Lola Weippert & Christian Polanc        | Wiener Walzer | Ariana Grande & Justin Bieber – Stuck with U | 8                            | 8                            | 7                            | 23                           |
| Mickie Krause & Malika Dzumaev          | Tango         | Henry Mancini – The Pink Panther Theme | 4                            | 4                            | 3                            | 11                           |
| Kai Ebel & Kathrin Menzinger            | Slowfox       | Heinz Rühmann – Ich brech’ die Herzen der stolzesten Frau’n | 4                            | 4                            | 2                            | 10                           |
| Simon Zachenhuber & Patricija Belousova | Paso Doble    | Taalbi Brothers – Uccen | 8                            | 8                            | 7                            | 23                           |
| Jan Hofer & Christina Luft              | Samba         | Tom Jones – Help Yourself | 4                            | 4                            | 2                            | 10                           |
| Rúrik Gíslason & Renata Lusin           | Tango         | Imagine Dragons – Believer | 9                            | 9                            | 8                            | 26                           |
| Valentina Pahde & Valentin Lusin        | Salsa         | Marc Anthony – Flor pálida | 9                            | 9                            | 9                            | 27                           |
| Nicolas Puschmann & Vadim Garbuzov      | Contemporary  | X Ambassadors – Unsteady | 10                           | 10                           | 10                           | 30                           |
| „Boys vs. Girls“-Special                |               | |                              |                              |                              |                              |
| alle Promis & Profis                    | Freestyle     | Medley: Survivor – Eye of the Tiger (Intro) Majestic & Boney M. – Rasputin (Remix) Salt-n-Pepa – Push It Queen – We Are the Champions (Interlude Boys) Katy Perry – Roar (Interlude Girls) Cher – The Winner Takes It All (Cover) (Battle & Outro) | 9 (Team Girls) 6 (Team Boys) | 9 (Team Girls) 6 (Team Boys) | 9 (Team Girls) 6 (Team Boys) | 9 (Team Girls) 6 (Team Boys) |

| Tanzpaar                                | Tanz       | Musik                                                   | Jurypunkte | Jurypunkte | Jurypunkte | Gesamt |
| Tanzpaar                                | Tanz       | Musik                                                   | González   | Mabuse     | Llambi     | Gesamt |
| --------------------------------------- | ---------- | ------------------------------------------------------- | ---------- | ---------- | ---------- | ------ |
| Lola Weippert & Christian Polanc        | Salsa      | Wilkins – Margarita                                     | 8          | 8          | 6          | 22     |
| Jan Hofer & Christina Luft              | Slowfox    | Frank Sinatra – Summer Wind                             | 5          | 5          | 2          | 12     |
| Nicolas Puschmann & Vadim Garbuzov      | Charleston | Nina Hagen & Automobil – Du hast den Farbfilm vergessen | 10         | 10         | 9          | 29     |
| Ilse DeLange & Evgeny Vinokurov         | Tango      | Desireless – Voyage, voyage                             | 9          | 9          | 7          | 25     |
| Auma Obama & Andrzej Cibis              | Rumba      | The Beach Boys – Kokomo                                 | 7          | 7          | 2          | 16     |
| Simon Zachenhuber & Patricija Belousova | Jive       | Rupert Holmes – Escape (The Piña Colada Song)           | 8          | 6          | 6          | 20     |
| Erol Sander & Marta Arndt               | Samba      | Lionel Richie – All Night Long (All Night)              | 6          | 5          | 2          | 13     |
| Mickie Krause & Malika Dzumaev          | Salsa      | The Champs – Tequila                                    | 6          | 6          | 4          | 16     |
| Valentina Pahde & Valentin Lusin        | Slowfox    | Boney M. – Sunny                                        | 10         | 10         | 10         | 30     |
| Rúrik Gíslason & Renata Lusin           | Quickstepp | The Lovin’ Spoonful – Summer in the City                | 10         | 10         | 9          | 29     |

| Tanzpaar                                | Tanz             | Musik                                       | Jurypunkte | Jurypunkte | Jurypunkte | Gesamt |
| Tanzpaar                                | Tanz             | Musik                                       | González   | Mabuse     | Llambi     | Gesamt |
| --------------------------------------- | ---------------- | ------------------------------------------- | ---------- | ---------- | ---------- | ------ |
| Ilse DeLange & Evgeny Vinokurov         | Quickstepp       | KT Tunstall – Suddenly I See                | 8          | 8          | 7          | 23     |
| Auma Obama & Andrzej Cibis              | Charleston       | will.i.am feat. Shelby Spalione – Bang Bang | 8          | 8          | 6          | 22     |
| Simon Zachenhuber & Patricija Belousova | Slowfox          | Dermot Kennedy – Power Over Me              | 7          | 7          | 5          | 19     |
| Valentina Pahde & Valentin Lusin        | Jive             | The Chiffons – One Fine Day                 | 9          | 9          | 9          | 27     |
| Lola Weippert & Christian Polanc        | Cha-Cha-Cha      | Ava Max – My Head & My Heart                | 8          | 8          | 6          | 22     |
| Mickie Krause & Malika Dzumaev          | Charleston       | Nico Haak – Schmidtchen Schleicher          | 6          | 6          | 4          | 16     |
| Jan Hofer & Christina Luft              | Jive             | The Baseballs – Forever Young (Live-Cover)  | 3          | 4          | 1          | 8      |
| Rúrik Gíslason & Renata Lusin           | Rumba            | Grace Carter – Wicked Game (Cover)          | 8          | 8          | 6          | 22     |
| Nicolas Puschmann & Vadim Garbuzov      | Langsamer Walzer | Michael Bublé – At This Moment (Cover)      | 10         | 10         | 10         | 30     |

| Tanzpaar                                                        | Tanz             | Musik | Jurypunkte           | Jurypunkte           | Jurypunkte           | Gesamt               |
| Tanzpaar                                                        | Tanz             | Musik | González             | Mabuse               | Llambi               | Gesamt               |
| --------------------------------------------------------------- | ---------------- | --- | -------------------- | -------------------- | -------------------- | -------------------- |
| Auma Obama & Andrzej Cibis                                      | Samba            | Zuchu feat. Diamond Platnumz – Cheche                                                                                   | 7                    | 7                    | 4                    | 18                   |
| Simon Zachenhuber & Patricija Belousova                         | Salsa            | Loco Escrito – Ámame (Versión Salsa)                                                                                    | 6                    | 7                    | 5                    | 18                   |
| Valentina Pahde & Valentin Lusin                                | Wiener Walzer    | Meghan Trainor – What If I                                                                                              | 10                   | 10                   | 10                   | 30                   |
| Lola Weippert & Christian Polanc                                | Rumba            | Nea – Some Say | 7                    | 7                    | 5                    | 19                   |
| Ilse DeLange & Evgeny Vinokurov                                 | Salsa            | Daniela Darcourt – Señor mentira                                                                                        | Darbietung entfallen | Darbietung entfallen | Darbietung entfallen | Darbietung entfallen |
| Jan Hofer & Christina Luft                                      | Langsamer Walzer | The Commodores – Three Times a Lady                                                                                     | 5                    | 5                    | 2                    | 12                   |
| Rúrik Gíslason & Renata Lusin                                   | Cha-Cha-Cha      | Ricky Martin – Amor | 10                   | 10                   | 10                   | 30                   |
| Nicolas Puschmann & Vadim Garbuzov                              | Samba            | Chesca, Pitbull & Frankie Valli – Te quiero baby                                                                        | 8                    | 8                    | 7                    | 23                   |
| Jury-Teamtänze                                                  |                  | |                      |                      |                      |                      |
| Team Motsi (Auma Obama, Ilse DeLange, Jan Hofer)                | Freestyle        | Medley: Jacek Koman – El tango de Roxanne (Ausschnitt) Nino Rota – Apollonia El tango de Roxanne (Instrumental)         | 8                    | –                    | 7                    | 15                   |
| Team Jorge (Rúrik Gíslason, Simon Zachenhuber)                  | Freestyle        | Medley: Bonga – Paxi ni ngongo Los Van Van – Que palo es ese Black Eyed Peas & Shakira – Girl like Me (twocolors Remix) | –                    | 9                    | 7                    | 16                   |
| Team Llambi (Lola Weippert, Valentina Pahde, Nicolas Puschmann) | Freestyle        | John Miles – Music | 7                    | 9                    | –                    | 16                   |

| Tanzpaar                                | Tanz         | Musik | Jurypunkte | Jurypunkte | Jurypunkte | Gesamt |
| Tanzpaar                                | Tanz         | Musik | González | Mabuse | Llambi | Gesamt |
| --------------------------------------- | ------------ | --- | --- | --- | --- | --- |
| Nicolas Puschmann & Vadim Garbuzov      | Quickstepp   | Oasis – Wonderwall | 10 | 9 | 8 | 27 |
| Lola Weippert & Christian Polanc        | Charleston   | Sam and the Womp – Bom Bom | 10 | 9 | 8 | 27 |
| Auma Obama & Andrzej Cibis              | Paso Doble   | Beyoncé – Run the World (Girls) | 7 | 7 | 5 | 19 |
| Ilse DeLange & Evgeny Vinokurov         | Contemporary | Jasmine Thompson – Take Me to Church (Cover) | 9 | 8 | 7 | 24 |
| Simon Zachenhuber & Patricija Belousova | Rumba        | Juju feat. Henning May – Vermissen | 8 | 8 | 6 | 22 |
| Rúrik Gíslason & Renata Lusin           | Samba        | Justin Wellington & Small Jam – Iko Iko | 9 | 9 | 8 | 26 |
| Valentina Pahde & Valentin Lusin        | Charleston   | John Kander & Fred Ebb – Hot Honey Rag | 9 | 9 | 9 | 27 |
| Discofox-Marathon                       |              | | | | | |
| alle Paare                              | Discofox     | Live-Medley: Mickie Krause – Schatzi schenk mir ein Foto! (feat. Ko&Ko) Eine Woche wach Biste braun kriegste Fraun Reiss die Hütte ab! Nur noch Schuhe an Jan Pillemann Otze Geh mal Bier hol’n (GmBh) | 1 – Ilse DeLange & Evgeny Vinokurov 2 – Simon Zachenhuber & Patricija Belousova 3 – Auma Obama & Andrzej Cibis 4 – Nicolas Puschmann & Vadim Garbuzov 6 – Valentina Pahde & Valentin Lusin 8 – Rúrik Gíslason & Renata Lusin 10 – Lola Weippert & Christian Polanc | 1 – Ilse DeLange & Evgeny Vinokurov 2 – Simon Zachenhuber & Patricija Belousova 3 – Auma Obama & Andrzej Cibis 4 – Nicolas Puschmann & Vadim Garbuzov 6 – Valentina Pahde & Valentin Lusin 8 – Rúrik Gíslason & Renata Lusin 10 – Lola Weippert & Christian Polanc | 1 – Ilse DeLange & Evgeny Vinokurov 2 – Simon Zachenhuber & Patricija Belousova 3 – Auma Obama & Andrzej Cibis 4 – Nicolas Puschmann & Vadim Garbuzov 6 – Valentina Pahde & Valentin Lusin 8 – Rúrik Gíslason & Renata Lusin 10 – Lola Weippert & Christian Polanc | 1 – Ilse DeLange & Evgeny Vinokurov 2 – Simon Zachenhuber & Patricija Belousova 3 – Auma Obama & Andrzej Cibis 4 – Nicolas Puschmann & Vadim Garbuzov 6 – Valentina Pahde & Valentin Lusin 8 – Rúrik Gíslason & Renata Lusin 10 – Lola Weippert & Christian Polanc |

| Tanzpaar                                            | Tanz        | Musik                                                                                              | Jurypunkte | Jurypunkte | Jurypunkte | Gesamt |
| Tanzpaar                                            | Tanz        | Musik                                                                                              | González   | Mabuse     | Llambi     | Gesamt |
| --------------------------------------------------- | ----------- | -------------------------------------------------------------------------------------------------- | ---------- | ---------- | ---------- | ------ |
| Lola Weippert & Christian Polanc                    | Freestyle   | Medley: Loren Allred – Never Enough Zac Efron & Zendaya – Rewrite the Stars                        | 7          | 7          | 5          | 19     |
| Auma Obama & Andrzej Cibis                          | Freestyle   | Medley: Nina Simone – Feeling Good (Cover) Celia Cruz feat. Mikey Perfecto – La negra tiene tumbao | 7          | 7          | 7          | 21     |
| Rúrik Gíslason & Renata Lusin                       | Freestyle   | Carmen Twillie & Lebo M – Circle of Life                                                           | 9          | 9          | 9          | 27     |
| Simon Zachenhuber & Patricija Belousova             | Freestyle   | Pizzera & Jaus – Mama                                                                              | 8          | 8          | 6          | 22     |
| Valentina Pahde & Valentin Lusin mit Cheyenne Pahde | Freestyle   | Disclosure feat. Eliza Doolittle – You & Me (Flume Remix)                                          | 10         | 10         | 10         | 30     |
| Nicolas Puschmann & Vadim Garbuzov                  | Freestyle   | Medley: Diana Ross – I’m Coming Out Marvin Gaye & Tammi Terrell – Ain’t No Mountain High Enough    | 10         | 10         | 9          | 29     |
| Tanzduelle                                          |             | |            |            |            |        |
| Valentina Pahde & Valentin Lusin                    | Bollywood   | Panjabi MC – Jogi                                                                                  | 9          | 9          | 9          | 27     |
| Lola Weippert & Christian Polanc                    | Bollywood   | Panjabi MC – Jogi                                                                                  | 9          | 9          | 8          | 26     |
| Auma Obama & Andrzej Cibis                          | Streetdance | Black Eyed Peas & J Balvin – Ritmo (Bad Boys for Life)                                             | 10         | 10         | 9          | 29     |
| Nicolas Puschmann & Vadim Garbuzov                  | Streetdance | Black Eyed Peas & J Balvin – Ritmo (Bad Boys for Life)                                             | 9          | 9          | 7          | 25     |
| Rúrik Gíslason & Renata Lusin                       | Flamenco    | Chico & The Gypsies feat. Leo Rojas – Don’t Let Me Be Misunderstood (Cover)                        | 9          | 9          | 8          | 26     |
| Simon Zachenhuber & Patricija Belousova             | Flamenco    | Chico & The Gypsies feat. Leo Rojas – Don’t Let Me Be Misunderstood (Cover)                        | 8          | 8          | 9          | 25     |

| Tanzpaar                                                 | Tanz         | Musik                                           | Jurypunkte | Jurypunkte | Jurypunkte | Gesamt |
| Tanzpaar                                                 | Tanz         | Musik                                           | González   | Mabuse     | Llambi     | Gesamt |
| -------------------------------------------------------- | ------------ | ----------------------------------------------- | ---------- | ---------- | ---------- | ------ |
| Auma Obama & Andrzej Cibis                               | Quickstepp   | Liza Minnelli – Cabaret                         | 7          | 7          | 5          | 19     |
| Simon Zachenhuber & Patricija Belousova                  | Samba        | Ricky Martin feat. Maluma – Vente pa’ ca        | 6          | 6          | 4          | 16     |
| Rúrik Gíslason & Renata Lusin                            | Paso Doble   | Rodrigo y Gabriela – Hanuman                    | 10         | 10         | 10         | 30     |
| Nicolas Puschmann & Vadim Garbuzov                       | Salsa        | Marc Anthony – Aguanile                         | 9          | 10         | 9          | 28     |
| Valentina Pahde & Valentin Lusin                         | Contemporary | Celeste – Little Runaway                        | 10         | 10         | 10         | 30     |
| Trio-Dances                                              |              |                                                 |            |            |            |        |
| Auma Obama & Andrzej Cibis + Robert Beitsch              | Tango        | The Pussycat Dolls – Sway                       | 8          | 8          | 7          | 23     |
| Rúrik Gíslason & Renata Lusin + Malika Dzumaev           | Slowfox      | Lady Gaga – Poker Face                          | 8          | 9          | 8          | 25     |
| Simon Zachenhuber & Patricija Belousova + Christina Luft | Charleston   | Gene Kelly – Singin’ in the Rain                | 7          | 7          | 6          | 20     |
| Valentina Pahde & Valentin Lusin + Evgeny Vinokurov      | Samba        | Major Lazer feat. Nyla & Fuse ODG – Light It Up | 9          | 9          | 8          | 26     |
| Nicolas Puschmann & Vadim Garbuzov + Kathrin Menzinger   | Rumba        | The Human League – Human                        | 9          | 9          | 9          | 27     |

| Tanzpaar                                | Tanz             | Musik                                                          | Jurypunkte | Jurypunkte | Jurypunkte | Gesamt |
| Tanzpaar                                | Tanz             | Musik                                                          | González   | Mabuse     | Llambi     | Gesamt |
| --------------------------------------- | ---------------- | -------------------------------------------------------------- | ---------- | ---------- | ---------- | ------ |
| Nicolas Puschmann & Vadim Garbuzov      | Jive             | Jerry Lee Lewis – Great Balls of Fire                          | 9          | 9          | 7          | 25     |
| Nicolas Puschmann & Vadim Garbuzov      | Paso Doble       | Maurice Ravel – Boléro                                         | 9          | 9          | 6          | 24     |
| Simon Zachenhuber & Patricija Belousova | Tango            | Haddaway – What Is Love                                        | 9          | 9          | 7          | 25     |
| Simon Zachenhuber & Patricija Belousova | Quickstepp       | Wincent Weiss – Wer wenn nicht wir                             | 8          | 8          | 6          | 22     |
| Valentina Pahde & Valentin Lusin        | Cha-Cha-Cha      | CRISPIE & ILIRA – Ladida (My Heart Goes Boom)                  | 9          | 8          | 8          | 25     |
| Valentina Pahde & Valentin Lusin        | Paso Doble       | James Newton Howard feat. Jennifer Lawrence – The Hanging Tree | 10         | 10         | 9          | 29     |
| Rúrik Gíslason & Renata Lusin           | Charleston       | Cherry Poppin’ Daddies – The Ding-Dong Daddy of the D-Car Line | 10         | 10         | 10         | 30     |
| Rúrik Gíslason & Renata Lusin           | Contemporary     | Lewis Capaldi – Bruises                                        | 10         | 10         | 10         | 30     |
| Impro-Dances                            |                  |                                                                |            |            |            |        |
| Simon Zachenhuber & Patricija Belousova | Salsa            | Joe Arroyo y La Verdad – Rebelión                              | 7          | 8          | 6          | 21     |
| Valentina Pahde & Valentin Lusin        | Langsamer Walzer | Jackie DeShannon – What the World Needs Now Is Love            | 9          | 9          | 8          | 26     |
| Rúrik Gíslason & Renata Lusin           | Rumba            | Kelly Clarkson – Because of You                                | 8          | 8          | 6          | 22     |
| Nicolas Puschmann & Vadim Garbuzov      | Slowfox          | Randy Newman – You Can Leave Your Hat On                       | 9          | 9          | 9          | 27     |

| Tanzpaar                           | Tanz          | Musik | Jurypunkte | Jurypunkte | Jurypunkte | Gesamt |
| Tanzpaar                           | Tanz          | Musik | González   | Mabuse     | Llambi     | Gesamt |
| ---------------------------------- | ------------- | --- | ---------- | ---------- | ---------- | ------ |
| Nicolas Puschmann & Vadim Garbuzov | Tango         | Rupa & the April Fishes – Neruda | 9          | 9          | 9          | 27     |
| Nicolas Puschmann & Vadim Garbuzov | Charleston    | Nina Hagen & Automobil – Du hast den Farbfilm vergessen | 10         | 10         | 10         | 30     |
| Nicolas Puschmann & Vadim Garbuzov | Freestyle     | Medley aus The Rocky Horror Picture Show | 9          | 10         | 9          | 28     |
| Valentina Pahde & Valentin Lusin   | Rumba         | Ana Belén & Antonio Banderas – No sé por qué te quiero | 10         | 10         | 10         | 30     |
| Valentina Pahde & Valentin Lusin   | Wiener Walzer | Meghan Trainor – What If I | 10         | 10         | 10         | 30     |
| Valentina Pahde & Valentin Lusin   | Freestyle     | Medley aus Marilyn-Monroe-Songs | 10         | 10         | 10         | 30     |
| Rúrik Gíslason & Renata Lusin      | Tango         | David Bowie – Let’s Dance | 10         | 10         | 9          | 29     |
| Rúrik Gíslason & Renata Lusin      | Jive          | The Baseballs – Don’t Worry, Be Happy (Cover) | 10         | 10         | 10         | 30     |
| Rúrik Gíslason & Renata Lusin      | Freestyle     | Medley: Can You See Jane? aus dem Film Thor • As the Hammer Falls • The Dark World (Theme) aus dem Film Thor – The Dark Kingdom • Led Zeppelin – Immigrant Song | 10         | 10         | 10         | 30     |

| Tanzpaar                                   | Tanz      | Musik                                                                                                  |
| ------------------------------------------ | --------- | --- |
| Victoria Kleinfelder-Cibis & Andrzej Cibis | Freestyle | Medley: Alex & Sierra sowie John Travolta & Olivia Newton-John – You’re the One That I Want            |
| Nina Bessubowa & Evgeny Vinokurov          | Freestyle | Kevin Kern – Childhood Remembered                                                                      |
| Marta Arndt & Christian Polanc             | Freestyle | Medley: Michael Bublé – Cry Me a River • Billie Eilish – No Time to Die                                |
| Oxana & Katharina Lebedew & Robert Beitsch | Freestyle | Moloko – Sing It Back                                                                                  |
| Christina Luft & Luca Hänni                | Freestyle | Luca Hänni – Wo warst du                                                                               |
| Patricija Belousova & Alexandru Ionel      | Freestyle | Andrea Bocelli & Dulce Pontes – ’O mare e tu                                                           |
| Renata & Valentin Lusin                    | Freestyle | Medley: Carlos Rafael Rivera – The Queen’s Gambit (Main Title) • Gothenburg Symphony Orchestra – Chess |
| Kathrin Menzinger & Vadim Garbuzov         | Freestyle | Bill Withers – Ain’t No Sunshine (Lido Remix)                                                          |
| Entfallene Darbietungen                    |           | |
| Regina & Sergiu Luca                       | Freestyle | Imagine Dragons – Natural                                                                              |
| Malika Dzumaev & Zsolt Sándor Cseke        | Freestyle | Medley: Ricky Martin – María • La bomba • She Bangs • Casi un bolero • Livin’ la vida loca             |
| Alona Uehlin & Anton Skuratov              | Tango     | Astor Piazzolla – Libertango                                                                           |
|                                            |           | Ergebnis                                                                                               |

## Tanztabelle
| Paar                 | Kennenlern- show | Show 1           | Show 2        | Show 3         | Show 4         | Show 4                            | Show 5     | Show 6           | Show 7           | Show 7                  | Show 8         | Show 8            | Show 9    | Show 9      | Show 10        | Show 10    | Show 11     | Show 11        | Show 11          | Show 12                                 | Show 12                                 | Show 12                                 |
| -------------------- | ---------------- | ---------------- | ------------- | -------------- | -------------- | --------------------------------- | ---------- | ---------------- | ---------------- | ----------------------- | -------------- | ----------------- | --------- | ----------- | -------------- | ---------- | ----------- | -------------- | ---------------- | --------------------------------------- | --------------------------------------- | --------------------------------------- |
| Rúrik & Renata       | Cha-Cha-Cha      | Salsa            | Wiener Walzer | Jive           | Tango          | Freestyle (Boys-vs.-Girls-Battle) | Quickstepp | Rumba            | Cha-Cha-Cha      | Freestyle (Team Jorge)  | Samba          | Discofox-Marathon | Freestyle | Flamenco    | Paso Doble     | Slowfox    | Charleston  | Contem- porary | Rumba            | Tango                                   | Jive                                    | Freestyle                               |
| Valentina & Valentin | Cha-Cha-Cha      | Tango            | Quickstepp    | Rumba          | Salsa          | Freestyle (Boys-vs.-Girls-Battle) | Slowfox    | Jive             | Wiener Walzer    | Freestyle (Team Llambi) | Charleston     | Discofox-Marathon | Freestyle | Bollywood   | Contem- porary | Samba      | Cha-Cha-Cha | Paso Doble     | Langsamer Walzer | Rumba                                   | Wiener Walzer                           | Freestyle                               |
| Nicolas & Vadim      | Quickstepp       | Cha-Cha-Cha      | Tango         | Slowfox        | Contem- porary | Freestyle (Boys-vs.-Girls-Battle) | Charleston | Langsamer Walzer | Samba            | Freestyle (Team Llambi) | Quickstepp     | Discofox-Marathon | Freestyle | Streetdance | Salsa          | Rumba      | Jive        | Paso Doble     | Slowfox          | Tango                                   | Charleston                              | Freestyle                               |
| Simon & Patricija    | Tango            | Wiener Walzer    | Cha-Cha-Cha   | Contem- porary | Paso Doble     | Freestyle (Boys-vs.-Girls-Battle) | Jive       | Slowfox          | Salsa            | Freestyle (Team Jorge)  | Rumba          | Discofox-Marathon | Freestyle | Flamenco    | Samba          | Charleston | Tango       | Quickstepp     | Salsa            | Paso Doble                              | Paso Doble                              | Paso Doble                              |
| Auma & Andrzej       | Tango            | Langsamer Walzer | Salsa         | Slowfox        | Cha-Cha-Cha    | Freestyle (Boys-vs.-Girls-Battle) | Rumba      | Charleston       | Samba            | Freestyle (Team Motsi)  | Paso Doble     | Discofox-Marathon | Freestyle | Streetdance | Quickstepp     | Tango      |             |                |                  | Salsa                                   | Salsa                                   | Salsa                                   |
| Lola & Christian     | Salsa            | Quickstepp       | Tango         | Jive           | Wiener Walzer  | Freestyle (Boys-vs.-Girls-Battle) | Salsa      | Cha-Cha-Cha      | Rumba            | Freestyle (Team Llambi) | Charleston     | Discofox-Marathon | Freestyle | Bollywood   |                |            |             |                |                  | Charleston                              | Charleston                              | Charleston                              |
| Ilse & Evgeny        | Cha-Cha-Cha      | Wiener Walzer    | Rumba         | Cha-Cha-Cha    | Charleston     | Freestyle (Boys-vs.-Girls-Battle) | Tango      | Quickstepp       | Salsa            | Freestyle (Team Motsi)  | Contem- porary | Discofox-Marathon |           |             |                |            |             |                |                  |                                         |                                         |                                         |
| Jan & Christina      | Wiener Walzer    | Cha-Cha-Cha      | Rumba         | Tango          | Samba          | Freestyle (Boys-vs.-Girls-Battle) | Slowfox    | Jive             | Langsamer Walzer | Freestyle (Team Motsi)  |                |                   |           |             |                |            |             |                |                  | Slowfox                                 | Slowfox                                 | Slowfox                                 |
| Mickie & Malika      | Wiener Walzer    | Cha-Cha-Cha      | Quickstepp    | Rumba          | Tango          | Freestyle (Boys-vs.-Girls-Battle) | Salsa      | Charleston       |                  |                         |                |                   |           |             |                |            |             |                |                  | Salsa                                   | Salsa                                   | Salsa                                   |
| Erol & Marta         | Wiener Walzer    | Tango            | Cha-Cha-Cha   | Wiener Walzer  | Rumba          | Freestyle (Boys-vs.-Girls-Battle) | Samba      |                  |                  |                         |                |                   |           |             |                |            |             |                |                  | Tango                                   | Tango                                   | Tango                                   |
| Kai & Kathrin        | Tango            | Quickstepp       | Cha-Cha-Cha   | Paso Doble     | Slowfox        | Freestyle (Boys-vs.-Girls-Battle) |            |                  |                  |                         |                |                   |           |             |                |            |             |                |                  | Cha-Cha-Cha                             | Cha-Cha-Cha                             | Cha-Cha-Cha                             |
| Senna & Robert       | Salsa            | Tango            | Jive          | Slowfox        |                |                                   |            |                  |                  |                         |                |                   |           |             |                |            |             |                |                  | Tango                                   | Tango                                   | Tango                                   |
| Kim & Pasha          | Salsa            | Langsamer Walzer | Cha-Cha-Cha   |                |                |                                   |            |                  |                  |                         |                |                   |           |             |                |            |             |                |                  | Langsamer Walzer (mit Evgeny Vinokurov) | Langsamer Walzer (mit Evgeny Vinokurov) | Langsamer Walzer (mit Evgeny Vinokurov) |
| Vanessa & Alexandru  | Quickstepp       | Salsa            |               |                |                |                                   |            |                  |                  |                         |                |                   |           |             |                |            |             |                |                  | Salsa                                   | Salsa                                   | Salsa                                   |

Höchste Bewertung00Niedrigste Bewertung00Paar ist nicht angetreten00Paar ist ausgeschieden00Nichtbewerteter Finaltanz

## Höchste und niedrigste Bewertung

### Nach Tanz
| Tanz                     | Bester Promi                                                                     | Punktzahl | Schlechtester Promi                                                                             | Punktzahl |
| ------------------------ | -------------------------------------------------------------------------------- | --------- | ----------------------------------------------------------------------------------------------- | --------- |
| Bollywood                | Valentina Pahde                                                                  | 27        | Lola Weippert                                                                                   | 26        |
| Cha-Cha-Cha              | Rúrik Gíslason                                                                   | 30        | Mickie Krause                                                                                   | 7         |
| Charleston               | Rúrik Gíslason Nicolas Puschmann                                                 | 30        | Mickie Krause                                                                                   | 16        |
| Contemporary             | Nicolas Puschmann Valentina Pahde Rúrik Gíslason                                 | 30        | Simon Zachenhuber                                                                               | 19        |
| Discofox                 | Lola Weippert                                                                    | 10 von 10 | Ilse DeLange                                                                                    | 1 von 10  |
| Flamenco                 | Rúrik Gíslason                                                                   | 26        | Simon Zachenhuber                                                                               | 25        |
| Freestyle Boys-vs.-Girls | Auma Obama Ilse DeLange Lola Weippert Valentina Pahde                            | 9 von 10  | Erol Sander Jan Hofer Kai Ebel Mickie Krause Nicolas Puschmann Rúrik Gíslason Simon Zachenhuber | 6 von 10  |
| Freestyle Jury-Teamtanz  | Lola Weippert Nicolas Puschmann Rúrik Gíslason Simon Zachenhuber Valentina Pahde | 16 von 20 | Auma Obama Jan Hofer                                                                            | 15 von 20 |
| Freestyle                | Valentina Pahde Rúrik Gíslason                                                   | 30        | Lola Weippert                                                                                   | 19        |
| Jive                     | Rúrik Gíslason                                                                   | 30        | Jan Hofer                                                                                       | 8         |
| Langsamer Walzer         | Nicolas Puschmann                                                                | 30        | Auma Obama Jan Hofer                                                                            | 12        |
| Paso Doble               | Rúrik Gíslason                                                                   | 30        | Kai Ebel                                                                                        | 13        |
| Quickstepp               | Valentina Pahde                                                                  | 30        | Kai Ebel                                                                                        | 10        |
| Rumba                    | Valentina Pahde                                                                  | 30        | Jan Hofer                                                                                       | 10        |
| Salsa                    | Nicolas Puschmann                                                                | 28        | Vanessa Neigert                                                                                 | 9         |
| Samba                    | Rúrik Gíslason Valentina Pahde                                                   | 26        | Jan Hofer                                                                                       | 10        |
| Slowfox                  | Valentina Pahde                                                                  | 30        | Kai Ebel                                                                                        | 10        |
| Streetdance              | Auma Obama                                                                       | 29        | Nicolas Puschmann                                                                               | 25        |
| Tango                    | Rúrik Gíslason                                                                   | 29        | Kai Ebel                                                                                        | 9         |
| Wiener Walzer            | Valentina Pahde                                                                  | 30        | Mickie Krause                                                                                   | 9         |

Punktezahlen nach drei, zwei oder einer 10-Punkte-Skala der Jury

### Nach Paar
| Tanzpaar             | Höchstbewerteter Tanz                                               | Punktzahl | Niedrigstbewerteter Tanz  | Punktzahl |
| -------------------- | ------------------------------------------------------------------- | --------- | ------------------------- | --------- |
| Auma & Andrzej       | Streetdance                                                         | 29        | Tango                     | 11        |
| Erol & Marta         | Tango                                                               | 18        | Wiener Walzer Cha-Cha-Cha | 12        |
| Ilse & Evgeny        | Charleston                                                          | 26        | Cha-Cha-Cha               | 14        |
| Jan & Christina      | Tango Slowfox Langsamer Walzer                                      | 12        | Jive                      | 8         |
| Kai & Kathrin        | Cha-Cha-Cha Paso Doble                                              | 13        | Tango                     | 9         |
| Kim & Pasha          | Langsamer Walzer                                                    | 23        | Salsa Cha-Cha-Cha         | 10        |
| Lola & Christian     | Charleston                                                          | 27        | Salsa                     | 12        |
| Mickie & Malika      | Salsa Charleston                                                    | 16        | Cha-Cha-Cha               | 7         |
| Nicolas & Vadim      | Contemporary Langsamer Walzer Charleston                            | 30        | Quickstepp                | 16        |
| Rúrik & Renata       | 2× Jive Cha-Cha-Cha Paso Doble Charleston Contemporary Freestyle    | 30        | Cha-Cha-Cha               | 18        |
| Senna & Robert       | Slowfox                                                             | 16        | Salsa                     | 11        |
| Simon & Patricija    | Flamenco Tango                                                      | 25        | Cha-Cha-Cha               | 15        |
| Valentina & Valentin | Quickstepp Slowfox 2× Wiener Walzer 2× Freestyle Contemporary Rumba | 30        | Cha-Cha-Cha               | 21        |
| Vanessa & Alexandru  | Quickstepp                                                          | 12        | Salsa                     | 9         |

Punktezahlen nach drei 10-Punkte-Skalen der Jury